# Isle of Wight Saturday League 2011-12
La Isle of Wight Saturday League 2011-12 fue la edición 2011-12 de la máxima categoría de fútbol en la Isla de Wight.

## Tabla de posiciones
|     | Equipos               | PJ | PG | PE | PP | DG  | Pts |
| --- | --------------------- | -- | -- | -- | -- | --- | --- |
| 1.  | West Wight            | 22 | 19 | 1  | 2  | +52 | 58  |
| 2.  | Brading Town Reserves | 22 | 17 | 1  | 4  | +30 | 52  |
| 3.  | Northwood St Johns    | 22 | 16 | 1  | 5  | +31 | 49  |
| 4.  | Cowes Sports Reserves | 22 | 13 | 5  | 4  | +22 | 44  |
| 5.  | Oakfield              | 22 | 11 | 3  | 8  | +39 | 36  |
| 6.  | Ventnor               | 22 | 11 | 2  | 9  | +13 | 35  |
| 7.  | Shanklin              | 22 | 10 | 1  | 11 | +17 | 31  |
| 8.  | Ryde Saints           | 22 | 6  | 5  | 11 | -8  | 23  |
| 9.  | GKN                   | 22 | 5  | 4  | 13 | -34 | 19  |
| 10. | Niton                 | 22 | 5  | 2  | 15 | -16 | 17  |
| 11. | Binstead & COB        | 22 | 4  | 1  | 17 | -54 | 13  |
| 12. | Newchurch             | 22 | 0  | 4  | 18 | -92 | 4   |

|  | Descendido |